# ГЕС Торпа
ГЕС Торпа — гідроелектростанція у південній частині Норвегії, за 25 км на південний схід від Ліллегаммера та за 120 км на північ від Осло. Знаходячись перед малою ГЕС Kjoljua (0,74 МВт), за якою йде ГЕС Докка (44,6 МВт) складає верхній ступінь в каскаді на річці Dokkaelva, лівій притоці Етни, котра впадає у прісноводне озеро Randsfjorden (через річки Randselva та Storelva, озеро Тюріфйорд та річку Драмменсельва дренується до Drammensfjorden — затоки Осло-фіорду).
В межах проекту спорудили насипну греблю з моренним ядром висотою 84 метри та довжиною 680 метрів, яка потребувала 4,2 млн м3 матеріалу. Вона утримує водосховище з припустимим коливанням рівня поверхні від 670 до 735 метрів НРМ, яке отримало назву від затопленого (підйом води на 39 метрів) природного озера Dokkfløyvatn. Сховище має об'єм у 250 млн м3 та отримує поповнення через тунель із правої притоки Dokkaelva річки Synna, що протікає за 2,5 км далі на захід.
Накопичений ресурс спрямовується у прокладений через правобережний гірський масив дериваційний тунель довжиною 9,5 км та перетином 36 м2, котрий через напірну шахту живить захований на 1,4 км вглиб гори підземний машинний зал.
Основне обладнання становлять дві турбіни типу Френсіс потужністю по 75 МВт, які при напорі у 449,3 метра забезпечують середньорічне виробництво 390 млн кВт-год електроенергії.
Відпрацьована вода прямує по відвідному тунелю довжиною 10,5 км до водосховища греблі Kjøljuadammen, яка перекриває Dokkaelva одразу після впадіння правої притоки Kjøljua.
Видача продукції відбувається по ЛЕП, розрахованій на роботу під напругою 132 кВ.